# Shafter (Kalifornia)
Shafter – miasto w Stanach Zjednoczonych, w stanie Kalifornia, w hrabstwie Kern. Według spisu ludności przeprowadzonego przez United States Census Bureau, w roku 2010 miasto Shafter miało 16 988 mieszkańców.